# Морской флот Боспорского царства
Морской флот Боспорского царства — античный флот одного из государств Крыма и Таманского полуострова.

## Начала флота
По берегам Боспора Киммерийского (современного Керченского пролива) и нынешнего Таманского залива) древнегреческие города и поселения были основаны переселенцами из Эллады. Они познакомили местное население с азами кораблестроения. Выгодное географическим положением с точки зрения торговли, мореплавания и военно-морской стратегии позволяло контролировать прохождение морских судов из Понта Эвксинского в Меотиду, её богатый хлебом бассейн и обратно.
Пантикапей имел бухту, в которой со временем оборудовали гавань и построили доки, рассчитанные, как писал Страбон «приблизительно на 30 кораблей».
На азиатской части Боспора самым крупным портом являлась Фанагория. Страбон называл её знаменитым и главным городом всего азиатского Боспора, «торговым пунктом для товаров, привозимых из Меотиды и лежащей за ней варварской страны».
Здесь был один из рукавов устья реки Гипанис (Кубани), по которому проходил торговый путь из Керченского пролива в Азовское море. При входе в устье другого рукава основаны Кепы. На высоком береговом плато, располагавшегося на берегу Корокондамского озера (Таманского залива), была основана Гермонасса (затем Тамарха, Тмутаракань). Она была основана в непосредственной близости от бухты, очертания которой ныне сильно видоизменились в результате постепенного повышения уровня Чёрного моря.
На юго-восточном побережье Понта Эвксинского имели выходы к морю и удобные бухты Горгиппия, или Синдская гавань. Современные Новороссийская и Геленджикская бухты послужили местом основания эллинистических городов Бата, Баты и Торик (греч. Τορικος).
Боспорское государство было нацелено на обеспечение морским путём Афин прежде всего зерном. По Демосфену, в период правления на Боспоре Левкона I (389—349 гг. до н. э.), отсюда в Аттику поступала половина всего импортируемого хлеба. Только через Феодосию было вывезено по морю в Афины 2100 тысяч медимнов («мешков») зерна. Устанавливались и отношения с Синопой, Гераклеей Понтийской, Родосом, Делосом, Самосом, Пергамом. Фанагория имела тесные связи с Гераклеей Понтийской, Синопой, Аттикой, Самосом, Родосом.
С аналогичными средиземноморскими центрами вели морскую торговлю Гермонасса, Кепы, Патрей. Горгиппия имела экономические отношения с Фасосом, Самосом, Хиосом. Вплоть до II века до н. э., наблюдается поступление в Горгиппию товаров из Родоса. Направления внешней торговли Бат и Торика имели много общего. В период с VI по IV вв. до н. э. основными центрами, с которыми эти периферийные города имели торговлю являлись Хиос, Родос, Фасос. В начале V века до н. э. здесь появляются товары, поступившие из Аттики.
Страбон указывал на особое торговое значение низовий Дона: «Есть и город, соименный реке /Танаис/, самое большое торговое место у варваров после Пантикапея. При входе в Боспор Киммерийский налево лежит городок Мирмекий, в 20 стадиях от Пантикэпея. Вдвое дальше от Мирмекия лежит селение Парфений; здесь самый узкий вход около 20 стадий; напротив этого селения в Азии расположено селение названием Ахиллей. Отсюда прямым путём по морю до Танаиса и острова у его устьев 2200 стадий…»
Кораблестроение требовало даже в те времена самых разных мастеров. По оценке В. Д. Блаватского, в доках Пактикапея для строительства и ремонта 30 судов требовалось, по крайней мере, несколько сот кораблестроителей — плотников, столяров, резчиков по дереву. Ремесленники поставляли металлический крепеж, свинцовое покрытие для корабельных корпусов. Основная масса ремесленников, занятых на строительстве морских судов, была сконцентрирована в таких крупных боспорских городах как Пантикапей, Феодосия, Фанагория, Горгиппия, располагавших верфями, доками, удобными стоянками для судов.
Превращение боспорских царей в крупных землевладельцев позволило Спартокидам стать не только самыми крупными поставщиками сельскохозяйственной продукции на внешний рынок, но и основными судовладельцами в Приазовье. Декрет, изданный афинским народом в честь Спартока II и Перисада I, гласил: «Афинский народ восхваляет Спартока и Перисада за то, что они хорошие мужи и обещают афинскому народу заботиться о высылке хлеба, как заботился их отец… Так как они дают афинянам те же привилегии, какие дали Сатир и Левкон, пользоваться Спартоку и Перисаду теми же привилегиями, какие дал афинский народ Сатиру и Левкону… Дать тех матросов, которые просят Спарток и Перисад, а послам записать имена всех матросов, каких они выберут у секретаря Совета».

## Частные судовладельцы Боспора
Ряд морских торговых судов находилась в частном владении.
Оратор Исократ рассказывал о деятельности боспорского купца Сопея, снарядившего в торговых целях два своих судна и отправившего их со своим сыном для продажи товаров. Сатир I просил ряд приазовских судовладельцев оказать помощь сыну Сопея, попавшему в затруднительное положение. Известны судовладельцы Койран (торговал с Делосом), Алатурий, сын Никона, и другие.
На мраморной плите, найденной в 1908 году в Анапе, текст указывал, что «в царствование царя Тиберия Юлия Савромата… богу Посейдону при царе Савромате, сыне великого Ремиталка, фиас навклеров воздвиг статуи и восстановил от основания храм, за что царь почтил бога и фиас, даровав освобождение от пошлины для тысячи артаб». Отсюда в боспорских городах, как видно из примера Горгиппии, во II—III вв. н. э. существовали целые объединения навклеров-судовладельцев, пользующихся покровительством самого басилевса.

## Величина флота царства
Только опираясь на сильный флот можно было обеспечить верность городов побережий Боспора Киммерийского и держать под контролем судоходные трассы, сохранять монополию на хлебную торговлю с Афинами, предпринимать попытки установления морского господства и политической гегемонии на Понте Эвксинском.
Экономический потенциал Боспорского царства в свете данных Аристотеля (Arist., Aft. Pol., XXП, 7, XXTV, 3) позволял нести расходы по строительству военных и торговых судов, заниматься обустройством судоходных трасс, портов, якорных мест, и гаваней. Со времени правления Левкона I (389 до н. э.) боспорский флот господствовал на Чёрном море, позволяя осуществлять масштабные переселения в циркумпонтийской зоне и вести широкомасштабную колонизацию.
Размеры и состав флота за длительную историю претерпевали значительные изменения. Колебания в динамике количественного и качественного роста морского флота Боспора с VI в. до н. э. по III в. до н. э. нашли отражение в совокупности данных античной традиции, археологии, памятников изобразительного искусства, монетных находок и эпиграфических источников.
По этим источникам, флот Боспора первоначально располагал кораблями класса триаконтер, но при Левкона I и Перисаде I уже триерами. В состав торгового флота входили грузовые strongylon и holkades ploion класса phortegikos и gauloi. При Митридате VI Евпаторе состав флота включал и триеры — катафракты, диэры — дикроты и триеры — афракты. Стандартными кораблями римского флота, обосновавшегося в округе Крыма, были либурны, а перевозка зерна осуществлялась на кораблях класса corbita и navis oneraria.
Согласно данным Иосифа Флавия и Тацита, для усмирения пиратов и обеспечения контроля над акваторией Понта было достаточно именно 40 судов. По этой оценке, в 304—251 гг. до н. э. и флот Боспора мог состоять из 40 кораблей различного класса и назначения: крейсерских, военно-транспортных, дозорных и, привлекаемых для перевозки провианта и войска, кораблей торгового флота.
Военный флот был в собственности Спартокидов, но рассматривался как государственный. С 62 года Херсонес становится базой кораблей римского флота, в состав которого входили крейсерские и транспортные корабли — либурны. Но Боспорское царство продолжало иметь свой флот.

## Руководство флотом
Общее руководство государственным флотом осуществлялось навархом боспорского царя. Как указывает надпись 193 года из Танаиса, вопросами организации строительства и ремонта кораблей военного и торгового флота, по аналогии с Ольвией, ведали стратеги отдельных городов Боспорского царства, входя очевидно, в отношения кооперации с эпимелетами — специальными чиновниками (КБН. — N 8970, 1052; 1112; 1259). Наряду с государственными морскими властями известны частные морские сообщества. В подавляющем большинстве их деятельность достигает расцвета во II—III вв. н. э. К ним относилось объединение навклеров Ольвии, осуществлявшее переписку с государственной коллегией навклеров. А в Горгиппии это фиас лиц морских профессий, в который входили не только судовладельцы, купцы, но и государственные чиновники портовых властей, объединённых общностью профессиональной деятельности или родства, задачами взаимопомощи или связями с культом общего бога-покровителя.
В составе фиаса навклеров Горгиппии времени Савромата II был «наместник царской резиденции», выполнявший и функции жреца. Отчасти это свидетельство о включении добровольных объединений в государственную систему и их фактическое сращивание (КБН. — N 1281—1292).

## Камары пиратов
Борьба с пиратами была заботой царей Боспора. В частности, ещё Евмел более 23 веков назад на время очистил всё Чёрное море от пиратов. Но полностью освободить округу Приазовья от пиратов оказалось невозможно, им даже разрешалось торговать на здешних рынках.
Фресковой живописью Нимфея и надгробием с мыса Тузла указано на присутствие в портах боспорских городов гениохийских (земляков абхазов и союзников) пиратских судов — камар. Это подтверждает свидетельство Страбона о предоставлении боспорскими правителями пиратам местных торжищ. Уточняются представления о внешнем виде и устройстве этого местного образца судостроения. К числу местных традиций относится и зафиксированный Страбоном факт использования для здешних плаваний и кожаных лодок.
Если камара представляла собой лодку-однодерёвку, то с учётом крупных лодок-долблёнок Восточной Европы экипаж одной крупной камары достигал 25 человек (Страбон) или 24 человека (Гамба). Максимально — 30 человек.
Ксенофонт при рассказе о десанте в Колхиде указывал и о существовании небольших лодок: «…Они прибыли на 300 долбленых лодках (monoksylos), причем в каждой лодке находилось по три человека. Двое из них высаживались на берег и строились в боевом порядке, а один человек оставался в лодке. Последние отплыли, а оставшиеся построились…» (Хеп., Anab., V, 4, 11—12).
По подсчётам исследователей, камары, указанные Страбоном, имели экипаж 10 гребцов на 20 воинов и, соответственно при 25: 8 гребцов плюс 1 рулевой на 16 воинов. Экипаж в 8 гребцов соответствует количеству уключин на традиционной абхазской лодке XIX века.
Длина европейских прототипов таких судов варьировалась в пределах 10—13 м — 20—25 м.

## Скифская война III века
Флот Боспора был вовлечён в войну народов Скифии против Римской империи. Затем Суда боспорцев обеспечивали морской набег при императоре Валериане около 256 года, в котором участвовали «скифы» (одни бораны ?). Суда Боспора перевозили их вдоль восточного побережья Чёрного моря к Питиунту (совр. Пицунда), где скифы были разбиты и едва вырвались на захваченных у местных жителей судах. В более удачном повторном набеге «скифы» Зосимы разграбили Питиунт и Трапезунт (Трабзон в совр. Турции). Далее Зосима не употребляет этнонима бораны, говоря больше о скифах.
Иногда участников морских походов этого времени называли просто меотийцами (приазовцами). Этническая природа боранов (соблазнительно от Борисфена-Днепра) спорна